# Белая Калитва
Бе́лая Калитва́ — город в Ростовской области России. Административный центр Белокалитвинского района и Белокалитвинского городского поселения.
26 апреля 2019 года Белой Калитве присвоено почётное звание Ростовской области — «Город воинской доблести».

## География
Город расположен в центральной части Ростовской области, на восточной оконечности Донецкого кряжа, на берегах самого крупного притока реки Дон — Северского Донца. Сам город стоит в устье впадающих в Северский Донец рек Калитва и Лихая. Правый скалистый берег Северского Донца в окрестностях города имеет наивысшую отметку 148,8 м над уровнем моря. В последние годы от недостатка зимних осадков, и отсутствия весеннего половодья, река Калитва сильно обмелела, во многих местах реку можно перейти вброд. 

## История
Город расположен в месте впадения реки Калитвы в Северский Донец, в 168 км от Ростова-на-Дону. Местность в районе пересечения четырёх полноводных рек была заселёна с глубокой древности: раскопки, случайные находки, говорят, что люди здесь жили 4 000 лет назад. Обнаружены предметы, относящиеся к срубной культуре бронзового века. 30 лет назад в одном из городских дворов были также найдёны остатки погребения и предметы катакомбной культуры бронзового века (2 000 до н. э.). По мнению ряда исследователей битва русских с половцами 1185 года, воспетая в «Слове о полку Игоревом», произошла в междуречье Калитвы и Быстрой. Историк В. А. Афонасьев полагал, что путь войска Игорева лежал через нынешний Донбасс и завершился на левобережье Северского Донца близ Калитвы. Быстрая — тогда полноводная — Каяла. Другой исследователь В. И. Стрелецкий считал, что Каяла — это Калитва.
Первое казачье поселение на месте нынешнего города появилось в 1703 по указу Петра I — войсковая грамота о дозволении казакам: Сысою Ермолаеву, Михале Никитину и Емельяну Дорогальному со товарищи по их челобитью, заселить новую станицу на р. Белой Калитве. Эта дата официально считается годом рождения станицы Усть-Белокалитвенской (в настоящее время это город Белая Калитва). Сама станица делилась на четыре части: Майдан, Низовка, Бугор и Заяровка. После образования Ростовской области 13 сентября 1937 года в её состав вошёл Белокалитвенский район с центром в станице Усть-Белокалитвенской. Вся дореволюционная и нынешняя история Белой Калитвы связана с казачеством. В мае 1918 года в Усть-Белокалитвенской несколько дней находился штаб 5-й и 3-й Украинских Красных армий под командованием К. Е. Ворошилова. Здесь же состоялось историческое совещание красных командармов Н. А. Руднева, А. Я. Пархоменко, Е. А. Щаденко и Артёма. В это же время в станицу прибыла экспедиция Ф. Г. Подтёлкова и М. В. Кривошлыкова. В годы Гражданской войны во время Вёшенского восстания — 10 (23) февраля 1919 года станица Усть-Белокалитвенская (ныне город Белая Калитва) приняла решение вооружиться всем и дать отпор советским войскам.
В 1930-е годы по всей стране шло строительство предприятий, которые смогли бы обеспечить металлом новые отрасли отечественной промышленности. Специалисты давно присматривали место для завода по производству полуфабрикатов из лёгких сплавов. Их выбор пал на казачью станицу. Удобное географическое положение, большие запасы природных строительных ископаемых привлекли внимание учёных, считавших, что регион имеет хорошие перспективы для промышленного развития. Летом 1939 года полным ходом началось освоение промышленной площадки: рабочие рыли котлованы, строили складские помещения, прокладывали железнодорожные пути.  
В 1941 году Указом Президиума Верховного Совета РСФСР станица Усть-Белокалитвинская была преобразована в рабочий посёлок Белая Калитва.
В Великую Отечественную войну рабочий посёлок Белая Калитва находился под оккупацией немецких войск в период с 17 июля 1942 года по 19 января 1943 года. Её освобождение проходило в зоне Сталинградской битвы. В январе 1943 года, освобождая Белую Калитву, бойцы эскадрона под командованием Аннаклыча Атаева из Башкирской кавалерийской дивизии ценой жизни отстояли отбитую у врага важную высоту, ныне именуемую высотой Бессмертия. На высоте установлен мемориал в честь погибших, зажжён Вечный огонь, на мемориальных стендах — более тысячи имён жителей Белой Калитвы, не вернувшихся с войны. Командиру сабельного эскадрона А. Атаеву посмертно присвоено звание Героя Советского Союза, его именем назван один из посёлков Белокалитвинского района.
После войны быстро шло восстановление угольной промышленности, возобновилось строительство крупного металлургического завода. Весной 1948 года правительство СССР подписало постановление о продолжении строительства Белокалитвинского завода алюминиевого проката. Одновременно со строительством производственных корпусов, заводчане строили жилые дома, школы, Дворец Культуры и многие другие городские объекты. В конце 1954 года Белокалитвинский завод был введён в строй действующих.
29 августа 1958 года рабочий посёлок Белая Калитва был преобразован в город районного подчинения и являлся районным центром Белокалитвинского района.
С 1 февраля 1963 года по февраль 1989 года Белая Калитва имела статус города областного подчинения и одновременно являлась районным центром Белокалитвинского района Ростовской области. Кроме этого, в административном подчинении Белокалитвинского городского Совета находились четыре посёлка городского типа Горняцкий, Коксовый, Синегорский и Шолоховский.
В феврале 1989 года Белокалитвинский район был передан в административное подчинение Белокалитвинскому городскому Совету народных депутатов. Районные органы местного самоуправления Белокалитвинского района были упразднены, функции управления районом переданы Белокалитвинскому городскому Совету и горисполкому, а позже в 1991 году управление районом находилось в ведении — городской администрации Белой Калитвы.
В марте 1997 года  в соответствии с Уставом Ростовской области Белая Калитва преобразована город областного значения Ростовской области, который был административно объединён с Белокалитвинским районом, составляя единое муниципальное образование с наименованием «Город Белая Калитва и Белокалитвинский район».
В 2004 году в ходе реформы органов местного самоуправления муниципальное образование «Город Белая Калитва и Белокалитвинский район»  было преобразовано в муниципальное образование «Белокалитвинский район». Город Белая Калитва и рабочий посёлок Шолоховский получили статус городских поселений, а рабочие посёлки Горняцкий, Коксовый и Синегорский были преобразованы в сельские поселения в составе Белокалитвинского района. Кроме этого, город Белая Калитва сохранил за собой статус районного центра Белокалитвинского района, а также стал административным центром Белокалитвинского городского поселения, в состав которого помимо города, вошли ещё три населённых пункта (хутора Бородинов, Дядин и Поцелуев).
Авария на станции Белая Калитва
9 мая 2013 года в 1 час 40 минут при приёме на первый главный путь станции Белая Калитва Ростовского региона грузового поезда № 2035 с локомотивом в голове 3ТЭ116 № 1594/1179 приписки ТЧ-4 Максим Горький Приволжской ж.д. под управлением локомотивной бригады приписки этого же депо допущен сход с рельсов локомотива и 51 вагона, с последующим возгоранием 7 и детонацией 1 цистерны с газом (пропан). Секция «Б» тепловоза № 1594 на боку, в сходе всеми колёсными парами. Секция «Б» тепловоза 2ТЭ116 № 1179 в сходе всеми колёсными парами, на боку, из-за возникновения пожара выгорела полностью. Секция «А» тепловоза 2ТЭ116 № 1594 в сходе всеми колёсными парами, наклонена под углом 60 градусов к пути. 1-й и 2-й после локомотива полувагоны в сходе всеми колёсными парами, лежат на боку. Следующие 46 вагонов в сходе всеми колёсными парами нагромождены друг на друга. В результате схода повреждены до степени исключения из инвентарного парка три секции локомотива, 45 вагонов, 3 вагона повреждены в объёме капитального ремонта, 3 вагона — в объёме деповского. Одна из секций колёс локомотива от ударной волны буквально пробила внешнюю стену жилого дома, разворотив полквартиры. Число пострадавших в результате пожара на станции Белая Калитва составило 52 человека, 18 из них были госпитализированы. Из района ЧП было немедленно эвакуировано около 3 000 человек. Хотя по факту эвакуирован никто не был.

## Население
| 1745    | 1775    | 1800    | 1860    | 1896    | 1926    | 1939    | 1959    | 1967    | 1969    | 1970    |
| ------- | ------- | ------- | ------- | ------- | ------- | ------- | ------- | ------- | ------- | ------- |
| 447     | ↗1134   | ↗2463   | ↗9638   | ↘7558   | ↘3745   | ↗8200   | ↗23 533 | ↗29 000 | ↗30 000 | ↗30 857 |
| 1979    | 1989    | 1992    | 1996    | 1998    | 2000    | 2001    | 2002    | 2003    | 2005    | 2006    |
| ↗38 038 | ↗47 803 | ↗48 800 | ↗49 500 | ↘48 600 | ↘47 700 | ↘47 300 | ↗47 347 | ↘47 300 | ↘46 200 | ↘45 600 |
| 2007    | 2008    | 2009    | 2010    | 2011    | 2012    | 2013    | 2014    | 2015    | 2016    | 2017    |
| ↘45 100 | ↘44 800 | ↘44 205 | ↘43 651 | ↗43 700 | ↘42 923 | ↘42 441 | ↘42 185 | ↘41 734 | ↘41 220 | ↘40 831 |
| 2018    | 2019    | 2020    | 2021    |         |         |         |         |         |         |         |
| ↘40 275 | ↘39 753 | ↘39 293 | ↗40 448 |         |         |         |         |         |         |         |

На 1 января 2025 года по численности населения город находился на 388-м месте из 1124 городов Российской Федерации.
Гендерный состав
- 1745 год — было приходских дворов 92, в них жителей мужского пола — 235, женского — 212[30].
- 1775 год — дворов 160, мужского пола — 562, женского — 572.
- 1800 год — было приходских дворов 270, в них муж. п. — 1231. женск. п. — 1232.
- 1860 год — дворов в станице 990, дворов в хуторах — 895, число жителей — 9638.
- 1896 год — душ муж. пола — 3740, жен. — 3818.
- 1926 год — общее количество хозяйств 946, мужчин — 1728 (из них казаки — 1107), женщин — 2017 (из них казачки — 1376)[31]

## Экономика
Градообразующим предприятием является Белокалитвинское металлургическое производственное объединение (БКМПО, ныне — «Алюминий Металлург Рус»).
Предприятиями Белокалитвинского района выпускается: алюминиевый прокат, строительные профили из алюминиевых сплавов, посуда алюминиевая штампованная и посуда с антипригарным покрытием, поковки, уголь, концентрат каменного угля, щебень, хлебобулочные, кондитерские и макаронные изделия, швейные изделия, мясная продукция, кирпич силикатный, смеси асфальтобетонные дорожные, тара из гофрокартона. С каждым годом, предприятие сокращает число рабочих мест, сохраняя при этом уровень заработной платы и планы производства на прежнем уровне. 

## Транспорт
В городе находится железнодорожная станция Белая Калитва на неэлектрифицированной линии Лихая − Морозовская Ростовского региона Северо-Кавказской железной дороги.
На территории города расположен Белокалитвинский остановочный пункт ПАО «Донавтовокзал», через который осуществляются междугородние автобусные перевозки.
Внутригородской транспорт представлен автобусами малой вместимости ПАЗ и ГАЗель. Также существует внутрирайонные автобусные маршруты во все населённые пункты Белокалитвинского района.

## Медицина
Медицинская помощь в городе Белая Калитва в системе муниципального здравоохранения оказывается следующими лечебно-профилактическими учреждениями:
- Центральная районная больница[32] (корпуса больницы расположены по адресам: ул. Российская, дом 5 и Заводская, 10): стационарная на 414 коек: кардиологическое отделение 35 коек, хирургическое отделение 63 коек, терапевтическое отделение 40 коек, неврологическое (первичное сосудистое) 25 коек, неврологическое отделение 20 коек, гинекологическое отделение 25 коек, травматологическое отделение 55 коек, отоларингологическое отделение 30 коек, офтальмологическое отделение 30 коек, педиатрическое отделение 20 коек, акушерское отделение 40 коек, инфекционное отделение 35 коек, отделение анестезиологии и реаниматологии 6 коек, параклинические отделения: отделение лучевой диагностики, физиотерапевтическое отделение, отделение функциональной диагностики, клинико-диагностическая лаборатория, отделение скорой медицинской помощи, патолого-анатомическое отделение, отделение платных услуг. В структуру больницы входят поликлиническое отделение для взрослого населения (адреса: ул. Большая 25, ул. Машиностроителей,6/2), женская консультация, а также детское поликлиническое отделение (адрес: ул. Энгельса, дом 34).
- Стоматологическая поликлиника (адрес: ул. Светлая, 6 а).

## Образование
Среднее профессиональное образование
- «Белокалитвинский гуманитарно-индустриальный техникум» (бывший политехнический)[33] (адрес: учебный корпуса ул. Калинина,17 и ул. Заводская,6, вспомогательные здания ул. Энгельса, 59,59а,59б).
- «Белокалитвинский многопрофильный техникум» (бывшее СПТУ № 103) (адрес: ул. Заводская,6).

Среднее и начальное общее образование
В городе имеется 7 средних общеобразовательных учреждений (школы: № 1, 2, 3, 4, 5, 6 и 17), Белокалитвинский Матвея Платова казачий кадетский корпус и одна начальная школа № 1 (бывшая начальная школа - детский сад №1).
Дошкольное образование
На территории города работают 11 детских дошкольных учреждений (детские сады: № 1 «Тополёк», № 3 «Красная шапочка», № 6 «Сказка», № 7 «Солнышко», № 8 «Чебурашка», № 16 «Золотая рыбка», № 41 «Цветик-семицветик», № 42 «Дюймовочка», № 43 «Колобок», № 46 «Алёнушка», № 56 «Улыбка»):
Дополнительное образование
- Дом детского творчества;
- Детская школа искусств;
- Детско-юношеская спортивная школа № 1;
- Детско-юношеская спортивная школа № 2;
- Центр технического творчества.

## Культура
на территории города Белая Калитва расположены следующие учреждения культуры:
- Дворец культуры им. В. П. Чкалова.
- Белокалитвинская клубная система.
- Межпоселенческая центральная районная библиотека.
- Белокалитвинский историко-краеведческий музей.

В Белой Калитве вещают 6 FM-радиостанций:
- 87,5 МГц — Русское радио
- 88,3 МГц — DFM
- 102,1 МГц — Авторадио
- 103,8 МГц — Радио Дача
- 104,7 МГц — Вести FM
- 106,7 МГц — Радио Атмосфера

## Спорт
В городе имеется ГБУ РО «Специализированная школа олимпийского резерва № 25» г. Белая Калитва (гребля на байдарках и каноэ, лёгкая атлетика, плавание, дзюдо, футбол, художественная гимнастика, бокс, скалолазание), в своём распоряжении школа имеет Дворец спорта с плавательным бассейном, спортивные залы, стадион, гребные базы. На гребной базе проводятся Всероссийские соревнования имени Героя Советского Союза Б. И. Быкова. Помимо этой специализированной спортивной школы в городе имеются 2 муниципальные ДЮСШ.

## Люди, связанные с городом
Герои Советского Союза
- Быков, Борис Иванович (1925—2008) — уроженец хутора Верхний Попов Белокалитвенского района Ростовской области, участник Великой Отечественной войны, командир отделения миномётной роты 1176-го стрелкового полка 350-й стрелковой дивизии 13-й армии 1-го Украинского фронта, сержант, Герой Советского Союза (1944).
- Копаев, Григорий Иванович (1916—1988) — уроженец села Сестрёнка (ныне Петровского района Тамбовской области), перед войной жил и учился в Белой Калитве, участник Великой Отечественной войны, штурман 59-го гвардейского штурмового авиационного полка (2-я гвардейская штурмовая авиационная дивизия, 16-я Воздушная армия, Центральный фронт), гвардии майор. Герой Советского Союза (1944).
- Петров, Роман Ильич (1 августа 1919 — 14 июня 1944) — уроженец станицы Усть-Белокалитвенской, Герой Советского Союза (1945 посмертно), командир танка 46-го гвардейского отдельного танкового полка (23-я армия, Ленинградский фронт), гвардии младший лейтенант.
- Фесин, Иван Иванович (12 (24) июня 1904 года — 24 декабря 1991, Москва) — уроженец хутора Муравлёв, ныне Каменского района Ростовской области, учился в станице Усть-Белокалитвенская, Герой Советского Союза (01.03.1943, 01.11.1943), генерал-майор (17.11.1943), кандидат военных наук (24.09.1953).

Герои Социалистического Труда
- Носов, Иван Елизарович (1915—2002) — уроженец станицы Тацинской Ростовской области, жил и учился в школе № 1 г. Белая Калитва, железнодорожник, машинист-инструктор, Герой Социалистического Труда.
- Бермас Виктор Кондратьевич (28.04.1927— 09.07.2008) — уроженец с. Берёзки Кривоозёрского района Одесской области, Участник Великой Отечественной войны. После службы в Советской Армии в 1953 г., приехал в Белую Калитву на строительство металлургического завода, старший оператор БКМЗ. В 1971 г. за высокие производственные показатели и неоднократную победу в социалистическом соревновании Указом Президиума Верховного Совета СССР было присвоено звание Героя Социалистического Труда с вручением ордена Ленина и золотой медали «Серп и Молот». Почётный гражданин города Белая Калитва и Белокалитвинского района (2003).

Другие
- Солопов, Владимир Алексеевич (1925—2015) — актёр Ярославского театра драмы, народный артист РСФСР (1967).
- Чичерова, Анна Владимировна (род. 1982) — российская прыгунья в высоту, Олимпийская чемпионка 2012 года, чемпионка мира и Европы, 8-кратная чемпионка России. Заслуженный мастер спорта России, член сборной России по лёгкой атлетике.[37].
- Пятибратов, Дмитрий Анатольевич (род. 1976) — российский футбольный тренер. Возглавляет футбольный клуб Факел.
- Балахнин, Сергей Николаевич (род. 1959) — советский и российский футболист, российский тренер.

## Достопримечательности
- На горе «Караул», в 1970 году установлен единственный в России памятник «Слову о полку Игореве».
- Белокалитвинский историко-краеведческий музей[38]. Музей открыт в 1998 году при поддержке администрации города и района. Музей размещён в здании — памятнике архитектуры XIX века. Основу музейного фонда составили собранные коллекции райвоенкомата в «Музее революционной, боевой и трудовой славы», этнографическая коллекция Дворца культуры им. В. Чкалова и археологическая коллекция. Археологическую коллекцию передал музею Белокалитвинский металлургический завод[39]. В настоящее время в музее собрано около 7000 единиц экспонатов. Здесь представлены коллекции: археология, военно-историческая, декоративно-прикладное искусство, естественно-научная, живопись и графика, иконопись и предметы церковного назначения, историко-бытовая, металлургия, нумизматика, приборы и механизмы. В археологической коллекции представлены материалы раскопок кургана Ясиновский III, собранные в 2007 году экспедицией института археологии РАН под руководством Романа Мимохода[40]. В коллекция иконописи собраны иконы XVIII-XX веков, лампады, колокола, нагрудные кресты, подсвечники. В коллекции есть предметы старообрядчества: складни, кресты, нательные крестики.
- Авилова пещера — достопримечательность на горах Белой Калитвы.

В городе есть несколько культурных памятников регионального значения. К ним относятся:
- Мельница — на улице Большая, 2;
- Храм Введения во храм Пресвятой Богородицы на ул. Большая, 4;
- Здание казачьей гимназии;
- Лавка купца Севрюгова;
- Купеческий дом (ул. Большая, 13);
- Жилой дом купца Севрюгова (ул. Гагарина, 51);
- Жилой дом купца Суичмедова, где родился донской писатель, бывший главный редактор журнала «Дон» (1975—1986) Суичмезов Александр Михайлович;
- Аллея Героев Советского Союза, Героев Социалистического Труда и воинов-интернационалистов;
- Здание атаманского правления;
- Памятник Ленину на Театральной площади;
- Памятник «Вечная слава героя» над братской могилой воинов, погибших при освобождении города от оккупантов в январе 1943 года: высота памятника составляет 10 метров, на 7-метровом постаменте стоит скульптура солдата.

## Русская православная церковь
- Православный храм постройки XIX века — Введения во храм Пресвятой Богородицы (Введенская церковь).
- храм Державной иконы Божией Матери[41].
- В станице Усть-Белокалитвенской на Майдане была церковь во имя святого Николая Чудотворца, перенесённая сюда с первого места поселения станицы и простоявшая на прежнем месте около 100 лет. До 1777 года была ветхая деревянная церковь во имя Введения во храм Пресвятой Богородицы.[30].